# 克雷格·约翰逊
克雷格·约翰逊（英語：Craig Johnson，1972年3月18日—），美国男子冰球运动员，场上位置是前锋。他曾代表美国国家队参加1994年冬季奥林匹克运动会冰球比赛，获得第8名。